# Kamienica Alfreda Schleusenera w Bydgoszczy
Kamienica Alfreda Schleusenera w Bydgoszczy – kamienica położona w Bydgoszczy przy ul. Gdańskiej 62.

## Położenie
Budynek stoi we wschodniej pierzei ul. Gdańskiej, między ul. Słowackiego a al. Mickiewicza. W okresie PRL w budynku znajdował się sklep firmowy zakładów obuwniczych Kobra.

## Charakterystyka
Kamienicę zaprojektował i wzniósł jako dom własny bydgoski architekt Alfred Schleusener. 
Budynek wyróżniający się wielkomiejskim charakterem powstał w latach 1910–1911. Posiada on skrzydło mieszkalne oraz cześć usługowo-handlową. Zabudowę posesji dopełnia zespół dwóch wolnostojących, mieszkalno-usługowych budynków także autorstwa Schleusenera, pochodzących z czasów budowy kamienicy frontowej.
Budynek wykonano w stylistyce wczesnego, klasycyzującego modernizmu. W elewacji podkreślone zostały pionowe elementy konstrukcyjne budynku, z ciągami loggii, balkonów i wykuszy. Podziały wertykalne zaakcentowano lizenami i listwami międzyokiennymi.

## Galeria

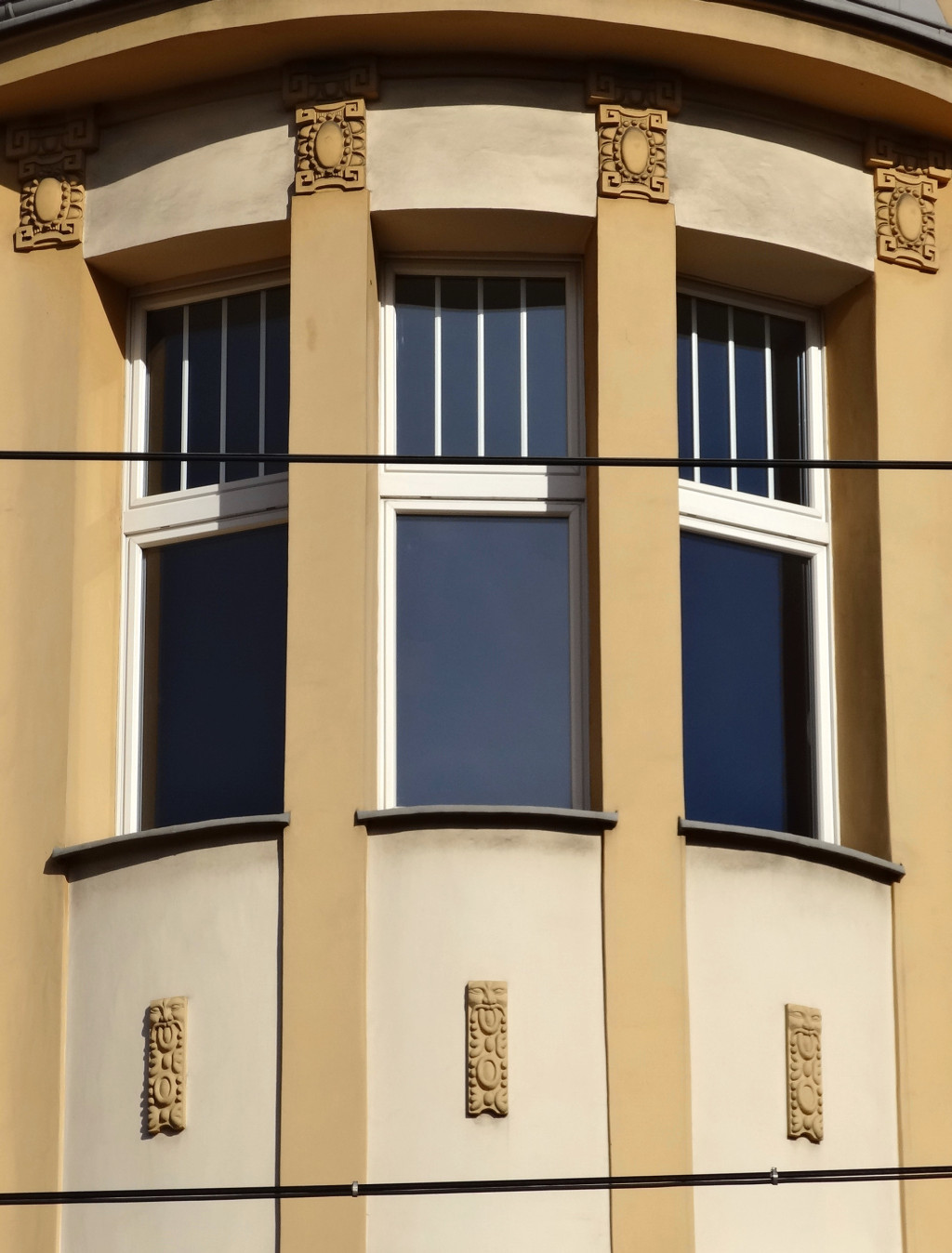
Zdobienia
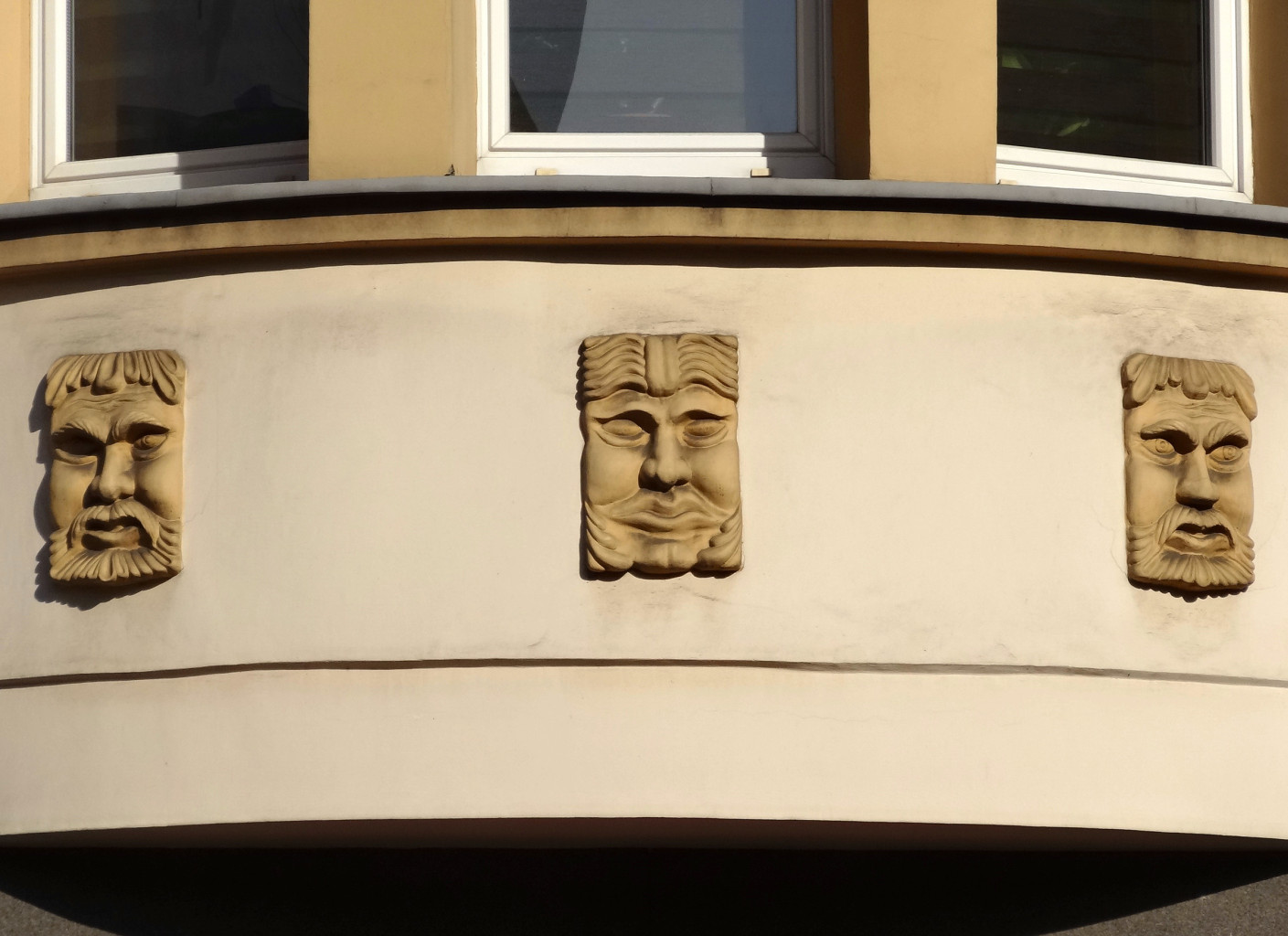
Płaskorzeźby